# Kate McKinnon
Kate McKinnon, nom de scène de Kathryn McKinnon Berthold, est une actrice et humoriste américaine, née le 6 janvier 1984 à Oyster Bay (New York). 
Elle fait partie de la troupe du Saturday Night Live de 2012 à 2022. Elle est la troisième membre de l'histoire du Saturday Night Live à être ouvertement homosexuelle, et la première lesbienne,. Elle a également été membre du Big Gay Sketch Show et tourne régulièrement pour des films de cinéma.
Elle est nommée neuf fois aux Emmy Awards pour ses rôles dans les sketches de SNL, et est deux fois lauréate, comme second rôle féminin dans une comédie en 2016 et 2017.

## Biographie
McKinnon naît dans l'État de New York, fille d'une enseignante et d'un architecte. Sa petite sœur, Emily, est aussi comédienne. Son père meurt quand elle a 18 ans. 
McKinnon joue de la guitare, du piano, et du violoncelle depuis petite. Elle termine ses études en théâtre à l'université Columbia en 2006. Juste après, elle devient membre de la série The Big Gay Sketch Show. Depuis 2008, elle fait de la comédie avec le groupe Upright Citizens Brigade Theatre à New York. 
En 2012, elle commence sa carrière à la télévision avec le Saturday Night Live, émission dans laquelle elle fait notamment des imitations de Hillary Clinton, Ruth Bader Ginsburg, Angela Merkel, Marina Chapman, Julian Assange, Brigitte Bardot, Susan Boyle ou encore Justin Bieber. Elle parle souvent de son chat, Nino Positano. Elle quitte l’émission en 2022.

### Vie privée
Depuis 2017, Kate McKinnon est en couple avec l'actrice Jackie Abbott.

## Filmographie

### Cinéma
- 2014 : Amies malgré lui (Life Partners) de Susanna Fogel : Tracee
- 2015 : Ted 2 de Seth MacFarlane : elle-même
- 2015 : Staten Island Summer (en) de Rhys Thomas (en) : Mme Bandini Jr.
- 2015 : Sisters de Jason Moore : Sam
- 2016 : Angry Birds, le film (Angry Birds Movie) de Clay Kaytis (en) et Fergal Reilly (en) : Stella et Eva (voix)
- 2016 : SOS Fantômes (Ghostbusters) de Paul Feig : Dr Jillian « Holtz » Holtzmann
- 2016 : Le Monde de Dory (Finding Dory) de Andrew Stanton : la femme de Stan (voix)
- 2016 : Les Cerveaux (Masterminds) de Jared Hess : Jandice
- 2016 : Ballerina (Leap!) d'Éric Summer et Éric Warin : Régine Le Haut (voix dans la version anglophone)
- 2016 : Joyeux Bordel ! (Office Christmas Party) de Josh Gordon et Will Speck : Mary
- 2017 : Pire Soirée (Rough Night) de Lucia Aniello : Pippa
- 2017 : Ferdinand de Carlos Saldanha : Lupe (voix)
- 2018 : L'Espion qui m'a larguée (The Spy Who Dumped Me) de Susanna Fogel : Morgan
- 2019 : Yesterday de Danny Boyle : Debra Hammer
- 2019 : Scandale (Bombshell)  de Jay Roach : Jess Carr
- 2022 : La Bulle (The Bubble) de Judd Apatow
- 2023 : Barbie de Greta Gerwig : Barbie bizarre
- 2023 : In the Blink of an Eye d'Andrew Stanton
- 2025 : Minecraft de Jared Hess
- 2025 : La Guerre des Rose (The Roses) de Jay Roach

### Télévision
- 2015 : The Spoils Before Dying : Dallas Boudreau
- 2015 : Félibert, le chaventurier : Scouic (voix)
- 2018 : Les Simpson : Hettie, voix chantée (saison 27 épisode 14)

## Doublage

### Films d’animation
- 2022 : Krypto et les Super-Animaux de Jared Stern et Sam Levine : Lulu le cochon dinde.

## Récompenses
- Emmy Award de la meilleure actrice dans un second rôle dans une série comique pour ses personnages du Saturday Night Live en 2017.

## Voix francophones

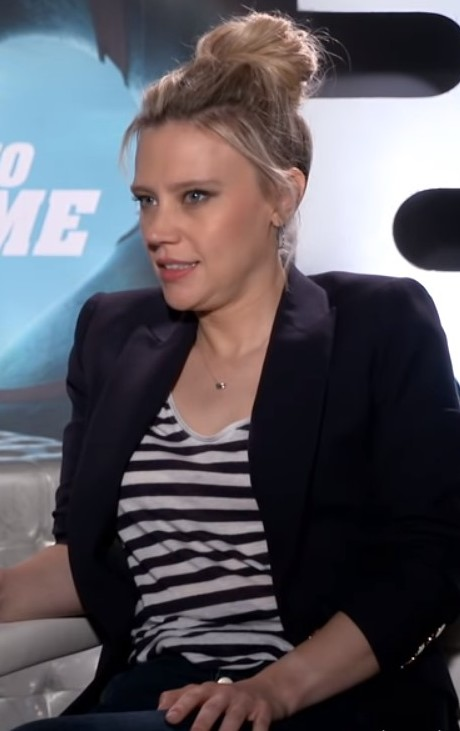
Kate McKinnon, 2018.

En version française, Kate McKinnon n'a pas de voix régulière. Elle est tout de même doublée à trois reprises par Marie-Laure Dougnac dans Joyeux Bordel !, L'Espion qui m'a larguée et Scandale et deux fois par Juliette Poissonnier dans Yesterday et Barbie. 
Kate McKinnon est également doublée à titre exceptionnel par les actrices suivantes :  Aurore Bonjour dans Ted 2, Julie Dumas dans SOS Fantômes, Diane Dassigny dans Les Cerveaux, Olivia Luccioni dans Pire soirée, Caroline Espargilière dans Mon âme sœur et Rafaèle Moutier dans La Bulle.